# Piaçabuçu
Piaçabuçu là một đô thị ở bang Alagoas, Brasil. Dân số năm 2004 ước tính là 16.704 người.